# 鈴木茂 (医学者)
鈴木 茂（すずき しげる、1948年5月27日 - 2013年7月18日）は、日本の医学者、精神科医。専門は精神病理学。医学博士。

## 来歴
東京生まれ。1973年、東北大学医学部卒業。岩手県立南光病院勤務。1975年、名古屋市立大学医学部精神科に入局。1984年、「成人境界例の記述精神病理学的研究」で名古屋市立大学医学博士。八事病院勤務ののち、1985年、西ドイツ・マールブルク大学精神科客員研究員。1987年、静岡県西部浜松医療センター精神科科長。2007年より楽メンタルクリニック院長。2013年没。

## 著書
- 『境界事象と精神医学』岩波書店 叢書・精神の科学 1986
- 『境界例vs.分裂病 言語と主観性の臨床精神病理学』金剛出版 1991
- 『境界事象と精神医学』岩波書店 1999
- 『人格障害とは何か』岩波書店 2001
- 『人格の臨床精神病理学 多重人格・PTSD・境界例・統合失調症』金剛出版 2003

翻訳
- ヴォルフガング・ブランケンブルク『目立たぬものの精神病理』木村敏、生田孝監訳 小林敏明、渡邉俊之、和田信共訳 みすず書房 2012

## 関連人物
- 木村敏
- 中井久夫
- 成田善弘
- 山中康裕
- 村上靖彦
- 高橋俊彦
- 鈴木國文
- 熊木徹夫